# Frullania saipanensis
Frullania saipanensis là một loài Rêu trong họ Jubulaceae. Loài này được S. Hatt. & Koike mô tả khoa học đầu tiên năm 1994.